# Эволюция (настольная игра)
Эволюция (англ. Evolution: The Origin of Species) — настольная игра, основанная на теории Дарвина. Игра была создана кандидатом биологических наук Дмитрием Алексеевичем Кнорре в 2010 году, и входит в серию «Правильные игры» (www.rightgames.ru). В 2011 году вышла также на английском, французском и немецком языках. Игра была признана лучшей игрой 2010 года многими российскими игровыми порталами и стала известна также за пределами России.

## Правила игры
Игра разделена на ходы, продолжающиеся до окончания карт в основной колоде. На каждом ходу игроки получают карты (количество определяется имеющимися у них животными) и могут создавать новых животных или добавлять новые качества уже имеющимся у них животным. Затем определяется количество фишек еды, исходя из количества игроков и результата броска кубика. Во время следующей фазы игроки по одному могут совершать одним из своих животных действия — брать «еду» или нападать на другое животное, и в случае успеха брать большее количество еды. После данной фазы ненакормленные животные умирают.
Эволюция известна своими плохими формулировками в правилах. Из-за этого игровое сообщество постоянно спорит о правильности применения тех или иных свойств в разных игровых ситуациях.
Один из первых форумов, где игроки попытались систематизировать правила и свойства, - это boardgamegeek boardgamegeek форум

### Условие победы
Победителем становится игрок, получивший в конце игры наибольшее количество победных очков. Очки игрок получает за всех своих выживших животных и их свойства. Если несколько игроков имеют одинаковое количество очков, то чтобы определить место, которое занял игрок, сравниваются количество карт в сбросах игрока. Если и тут ничья — место определяется жребием.

### Подготовка к игре
Колода карт перемешивается и каждому игроку раздаётся по 6 карт. После этого броском кубика выбирается первый игрок.

### Порядок хода
Каждый ход представляет собой один год и делится на 4 фазы:
- фаза развития
- фаза определения кормовой базы
- фаза питания
- фаза вымирания и получение новых карт

В каждой фазе игроки совершают действия по одному по очереди по часовой стрелке. Если по какой-то причине игрок не может действовать, он пропускает ход. Когда ни один игрок не хочет или не может больше ходить, фаза заканчивается.

### Фаза развития
В фазе развития игроки имеют возможность выкладывать имеющиеся у них на руках карты на стол. Фаза развития включает в себя несколько кругов. Игроки выкладывают карты по одной, начиная с первого игрока, передавая очередь по часовой стрелке. Каждая карта может быть сыграна либо как животное, либо как свойство, и в зависимости от этого она кладётся рубашкой или свойством вверх. Когда карта играется как свойство, она подкладывается под карту того животного, на которое она сыграна. Некоторые карты содержат два свойства, но при выкладывании используется только одно, и изменить его в дальнейшем нельзя. Одному животному не разрешается иметь два одинаковых свойства, исключением является свойство «Жировой запас». Парные карты, добавляющие свойства двум животным, размещаются между животными, на которые они были сыграны. Одно животное может иметь несколько одинаковых парных свойств с разными животными. Также животное может иметь несколько разных парных свойств с одним другим животным.
Если игрок не хочет больше добавлять свойства или вводить в игру новое животное, он говорит «пас» и больше не может выкладывать карты в эту фазу. Таким образом, игрок может сыграть из руки любое количество карт. Если у игрока кончились карты в руке, он обязан сказать «пас». Фаза заканчивается, когда все игроки сказали «пас».

### Фаза определения кормовой базы
В этой фазе определяется размер кормовой базы. Кормовая база считается по формуле:
- 2 игрока — результат броска 1 кубика + 2
- 3 игрока — результат броска 2 кубиков
- 4 игрока — результат броска 2 кубиков + 2

При игре с двумя наборами или одним набором и первым дополнением:
- 5 игроков — результат броска 3 кубиков + 2
- 6 игроков — результат броска 3 кубиков + 4

При игре с двумя наборами:
- 7 игроков — результат броска 4 кубиков + 2
- 8 игроков — результат броска 4 кубиков + 4

Кубики бросает первый игрок. Затем на стол выкладывается определённое количество красных фишек еды.

### Фаза питания
Фаза питания также состоит из нескольких кругов. На каждом кругу игроки могут брать по одной фишке из кормовой базы и класть на одно из своих животных. Игрок может взять несколько фишек, если у животного имеется свойство, позволяющее брать несколько фишек, например «взаимодействие». Некоторые свойства также позволяют брать синие фишки еды. Применение некоторых свойств заменяет собой взятие фишки из кормовой базы, например «хищник».
Животному без свойств с увеличением потребностей в еде достаточно одной фишки, чтобы быть накормленным. У карт с увеличением потребностей в еде в левом верхнем углу показано, сколько еще требуется фишек для прокормления животного.
Животное со свойством «хищник» может напасть на другое животное любого игрока, в том числе и своё, и даже на другого «хищника». В этом случае игрок не берёт фишку из кормовой базы, зато в случае успешной атаки его «хищник» получает две синие фишки еды, а «жертва» убирается в снос со всеми своими свойствами. Парные свойства также сбрасываются. Хищник может напасть только один раз за всю фазу питания, и не может нападать, если уже накормлен и не имеет незаполненного жирового запаса.
В игре присутствует достаточно большое количество свойств, защищающих животное от хищника. Например, «камуфляж» защищает животное от нападения хищника, если он не имеет свойства «острое зрение». А «отбрасывание хвоста» позволяет животному выжить при атаке хищника, отбросив одно любое своё свойство, включая парные, если в тексте карты свойства не написано противоположного. Хищник получает при этом только одну синюю фишку еды. Таким образом можно избавиться от нежелательных свойств, например «паразита».
Накормленное животное не может больше брать фишки кроме как для пополнения жирового запаса. В данном случае красные и синие фишки меняются на жёлтые.
Когда база заканчивается и все игроки сыграли свойства, которые хотели сыграть, или все животные накормлены и заполнили жировые запасы, фаза заканчивается и кормовая база, если она осталась, сбрасывается.

### Фаза вымирания и получение новых карт
В этой фазе ненакормленные животные, а также их свойства и относящиеся к ним парные свойства убираются в снос. Также сбрасываются хищники, съевшие животное со свойством «ядовитый». Снос каждого игрока кладётся отдельно рубашкой вверх.
Затем игроки получают карты. Каждому игроку достаётся количество карт, определяемое по формуле «количество выживших животных игрока + 1». Игроки, у которых не осталось животных и карт в руке, получают 6 карт. Карты раздаются по одной, начиная с первого игрока, и далее по часовой стрелке, при этом несколько игроков могут получить меньшее количество карт, если опустеет колода.
После этого все красные и синие фишки сбрасываются. Первый игрок передаёт своё право первого хода другому игроку по часовой стрелке.

### Завершение игры
Последний ход начинается, когда в колоде закончились карты. После фазы вымирания игра заканчивается и начинается подсчет очков. Каждый игрок получает: 
- 2 очка за каждое своё выжившее животное;
- 1 очко за каждое свойство выживших животных;
- дополнительные очки за те свойства, которые требуют дополнительной еды для прокорма животного: «Хищник» и «Большое» +1 очко; «Паразит» +2 очка

### Трактовка правил
В связи с многообразием возможных ситуаций нередко возникают спорные вопросы при трактовке правил. Большинство из них решается путём более внимательного прочтения инструкции к игре, также существует официальный FAQ с ответами на наиболее распространённые вопросы. Некоторые правила менялись или уточнялись с выходом новых изданий.
Также существуют некоторые варианты «домашних правил», которые отличаются от авторских.

## Дополнения к игре

### Полные дополнения
Время летать (англ. Evolution: Time to Fly) — первое официальное дополнение к игре, вышедшее в 2011 году на русском языке, и перевыпущенное также на английском, французском и немецком языках в 2012 году. Дополнение добавляет создаваемым животным новые способности. Также дополнение увеличивает максимальное количество игроков до шести.
Континенты (англ. Evolution: Continents) — второе официальное дополнение, которое вышло в 2012 году, и приносит в игру не только новые свойства, но и новые правила — теперь все животные живут в одной из трёх локаций: двух континентов и океана.
Растения (англ. Evolution: Plantarium) — третье официальное дополнение, вышедшее в 2016 году. Дополнение исключает из игры броски кубика при определении кормовой базы и вводит новую систему ее генерации, за счет растений. Растения являются общими для всех игроков и каждый игрок может влиять на их эволюцию, так же как и у животных, добавляя им свойства.

Трава и грибы (англ. Evolution: Grass and Mushrooms) — четвёртое официальное дополнение, которое вышло в 2019 году. Теперь при поедании травы или гриба животное может отравиться, уснуть, стать миролюбивым и многое другое. Несовместимо с дополнением "Растения" и "Континенты" (из-за дисбаланса в игре).

### Минидополнения
Иммунитет — минидополнение, состоящее из 3 свойств по 4 карты. Вышло для русского издания Эволюции.
Вариации (англ. Evolution: Variarions) — минидополнение, состоящие из 3 свойств по 6 экземпляров. В русском издании минидополнение издано в составе подарочного набора в 2012 г.
Жизненный цикл — минидополнение, состоящее из 4 свойств по 4 карты.

## Дополнительные сценарии к игре

### Сценарий Эволюция. Катаклизм
В данном сценарии игра состоит из одного хода. Игроки получают на руки все карты из колоды поровну, лишние карты удаляются из игры. Фаза определения кормовой базы идет ранее фазы развития. 

#### Подготовка к игре
Жребием выбирается первый игрок. Затем колода перемешивается и раздается карты всем игрокам поровну.
Для данного сценария подходит базовая версия игры.
Можно добавить некоторые карты из дополнений. 
Из дополнения "Время летать":
- "засада"
- "интеллект"
- "метаморфоза"
- "полет"
- "удильщик"
- "чернильное облако".

Из дополнения "Континенты": 
- "рекомбинация"
- "эдификатор"

В таком случае после перемешивания колоды раздается каждому игроку по 20 карт, а оставшиеся карты удаляются из игры лицом вниз.

#### Порядок хода
- фаза определения кормовой базы
- фаза развития
- фаза питания
- фаза вымирания

#### Фаза определения кормовой базы
Кормовая база считается по формуле:
- результат броска двух кубиков + количество игроков.

#### Фаза развития
Игроки не могут пасовать и обязаны разыгрывать все свои карты

#### Фаза питания
Нельзя сыграть свойство "спячка"

#### Фаза вымирания
После фазы вымирания идет подсчёт обычным способом.

### Сценарий Эволюция. Равновесие
В данном сценарии все игроки находятся в равных условиях. Игроки получают одинаковый набор свойств животных и возможность выбирать нужные в текущей ситуации карты. Если играют 2-4 человека, понадобится один базовый набор "Эволюции"; если 5-8 - два набора

#### Подготовка к игре
Каждый игрок получает свой «генофонд» из 21 карты (2 карты «водоплавающего» и по 1 карте остальных 19 свойств). Затем он выбирает из «генофонда» 6 карт, с которыми начнет первый ход. Оставшиеся карты «генофонда» кладутся стопкой лицом вниз.
Можно добавить некоторые карты из дополнений. 
Из дополнения "Время летать":
- "раковина"
- "трематода-сотрудничество"
- "удильщик"
- "чернильное облако"

#### Порядок хода
- фаза развития
- фаза определения кормовой базы
- фаза питания
- фаза вымирания

#### Фаза определения кормовой базы
Данная фаза проходит по базовым правилам "Эволюции"

#### Фаза развития
Каждый игрок должен сыграть хотя бы одну карту (как животное или как свойство)

#### Фаза питания
Данная фаза проходит по базовым правилам "Эволюции"

#### Фаза вымирания
В конце данной фазы каждый игрок определяет обычным способом, сколько новых карт он должен получить (1 карта за каждое выжившее животное + 1 карта; а если выживших нет, то 6 карт), просматривает свой «генофонд» и берет из него карты на следующий ход.
После того как любой игрок не смог получить из «генофонда» причитающееся ему количество карт, начинается последний ход.

## Новые игры на основе игры Эволюция: Происхождение Видов

### Эволюция: Случайные Мутации
В 2013 вышла новая редакция игры. По информации издателя, эта версия игры является не дополнением, а новой игрой.
Издание игры финансировалось на краудфандинговой платформе Boomstarter.

## Онлайн-версия игры "Эволюция"
В 2017 году энтузиастами была создана интернет-платформа http://evo2.herokuapp.com/, в которой были собраны комплекты игры "Базовая", "Время летать", "Континенты" (без локаций) и подарочный набор. В 2020 году в онлайн-версию игры добавилось дополнение "Растения".
В июле 2017 года был проведен первый онлайн-турнир по настольной игре "Эволюция". Было проведено еще несколько подобных мероприятий, однако регулярным онлайн-соревнования не стали.
Очередной всплеск активности онлайн-версии произошёл в период эпидемии коронавируса в 2020 году ввиду того, что многие любители игры из-за действующих ограничительных мер не могли встречаться на массовых мероприятиях. Начиная с мая 2020 года онлайн-турниры стали проводиться регулярно по инициативе арбитра ФИДЕ Владимира Назарова, который также начал обсчитывать рейтинг соревнований на основе формулы Эло Эта серия соревнований была поддержана официальным издателем игры..
В 2022 году создана онлайн-версия https://playevolution.me/, в которой реализован функционал базового комплекта игры с частичным функционалом "Время летать" и несколькими дополнительными картами от разработчика версии.

## Награды
- 2010 BoardGamer.ru — Лучшая русская игра года[12]
- 2010 Прэмми — Лучшая российская настольная игра[13]
- 2010 Настолкомания — Лучшая русская настолка[14]
- 2010 МИПЛ — Лучшая настольная игра[15]

## Календарь

### Оригинальная (русская) серия
| Дата          | |
| ------------- | --- |
| апрель 2010   | «Эволюция. Происхождение видов». Базовая версия                                                                                        |
| июль 2010     | Выпущены официальные ЧАВО по «Базовая версия»                                                                                          |
| февраль 2011  | II редакция правил |
| апрель 2011   | «Эволюция. Время летать» 1-е официальное дополнение                                                                                    |
| сентябрь 2011 | Неофициальное дополнение «Эволюция Ледниковый период»                                                                                  |
| март 2012     | официальные ЧАВО по «Базовая версия» дополнены ответами на «Время летать»                                                              |
| июль 2012     | «Эволюция. Континенты» 2-е официальное дополнение                                                                                      |
| ноябрь 2012   | «Эволюция. Подарочное издание». В него входит «Базовая версия» + «Время летать» + «Континенты» + 3 доп. свойства + III редакция правил |
| сентябрь 2013 | «Эволюция. Случайные мутации». Самостоятельная игра серии                                                                              |
| декабрь 2014  | «Эволюция. Подарочное издание». Версия текста правил 1.3.2                                                                             |
| июнь 2015     | Базовая «Эволюция. Происхождение видов» с версией текста правил 1.4.1. Изменены некоторые формулировки. Добавлен сценарий «Катаклизм». |
| ноябрь 2016   | «Эволюция. Растения» (Evolution. Plantarum). 3-е официальное дополнение                                                                |
| март 2019     | «Эволюция. Трава и грибы». Совместима с дополнением «Время летать»                                                                     |
| апрель 2020   | Эволюция «Новый мир» (Юбилейная Эволюция)                                                                                              |
| декабрь 2021  | Эволюция «Новый мир:Эффект бабочки» |

### Перевод английской серии «Эволюции» от North Star Games на русский язык
| дата         | |
| ------------ | --- |
| август 2016  | «Эволюция. Естественный отбор» перевод игры «Evolution». III редакция. Деньги были собраны на «Бумстартере».                                            |
| декабрь 2017 | «Эволюция. Естественный отбор. Полет» перевод игры «Evolution: Flight». Деньги были собраны на «Бумстартере»                                            |
| ноябрь 2018  | «Эволюция. Естественный отбор. Климат» перевод игры «Evolution: Climate». Деньги были собраны на CrowdRepublic                                          |
|              | «Эволюция. Естественный отбор. Океан» |
| 2019         | «Эволюция. Естественный отбор. Подарочное издание» |
| апрель 2019  | «Эволюция. Биология для начинающих» перевод игры «Evolution: The Beginning». Упрощенная версия игры «Эволюция: Естественный отбор». для детей от 8 лет. |

### Английская серия «Эволюции» от North Star Games
«Правильные игры» продали права на издательство и локализация игры компании North Star Games. С тех пор в выходит отдельная серия Эволюции, построенная на оригинальное идее, но с существенно переработанной механикой игры и дизайном.
| дата           |                                                                                        |
| -------------- | -------------------------------------------------------------------------------------- |
| август 2014    | «Evolution» (Естественный отбор). Деньги были собраны на «Кикстартер»                  |
| 2015           | Evolution: Climate                                                                     |
| 2016           | выпущены карты сценариев, модифицирующие ход игры                                      |
| август 2016    | Evolution: Flight. Деньги были собраны на «Кикстартере». Добавлена II редакция правил. |
| 2016           | Evolution: The Beginning                                                               |
| сентрябрь 2017 | Evolution: The Oceans. (презентация на Gen Con 2017). Отдельная игра серии.            |
| 2019           | Oceans Deluxe Edition                                                                  |